# Eusterinx nana
Eusterinx nana là một loài tò vò trong họ Ichneumonidae.